# 蒼蠅座μ
蒼蠅座μ，又名CP-66 1649，HD 102584、SAO 251597、HR 4530，是蒼蠅座的一颗恒星，视星等为4.72，位于銀經296.76，銀緯-4.7，其B1900.0坐标为赤經11h 43m 25.7s，赤緯-66° -4.7′ 31″。